# Matthias Flacius
Matthias Flacius, születési helyéről gyakran Matthias Flacius Illyricus (Labin, 1520. március 3. – Frankfurt am Main, 1575. március 11.) horvát származású kora újkori német evangélikus hittudós és egyháztörténész.

## Élete
Az akkor velencei fennhatóságú Isztrián született. Családja eredeti neve Vlachich-Frankovich. Apja Vlachich-Frankovich András tehetős városi polgár, anyja az olasz származású Jacobea Luciani volt.[forrás?]
Már fiatal korában szerzetes akart lenni, de egyik rokona, Lupetinus ösztönzésére 1539-ben a Német-római Birodalom területére, és ott hamarosan Luther Márton lelkes tanítványává, később pedig a lutheri tanoknak tüzes és kérlelhetetlen védelmezője lett. 1545-ben a Wittenbergi Egyetemen az ószövetségi írásmagyarázat tanárává nevezték ki, és ebben az időben nősült is meg. Az 1547-ben kitörő smalkaldeni háborúval megkezdődtek életének soha meg nem szűnő nehézségei. A háború alatt Braunschweigba menekült, majd néhány hónap múlva tanártársaival együtt visszatért, de a lipcsei interim kiadatásakor otthagyta tanári székét, és Magdeburgba ment. Innen buzdította Luther híveit a Móric szász választófejedelem elleni küzdelemre, illetve támadta Philipp Melanchthon, Oslander, Major, illetve általában a Filippisták nézeteit.
1557-ben jénai tanárrá nevezték ki, ahol egyik tiszttársával, a részben Melanchton tanai iránt nyitott Victor Striegellel keveredett polémiába, és a szász fejedelmet is sikerült rávennie, hogy Striegelt börtönbe vettesse. Azonban túlságosan hajlíthatatlan ortodoxiájának pár év múlva az áldozata lettː Striegel igazhitűségét a szász herceg az úgynevezett weimári vita alkalmával elismerte, tanári székébe visszahelyezte, Flaciust és lutheránus tanártársait viszont száműzte a fejedelemségből.
Flacius soha többé nem tért vissza Szászországba, ráadásul korábbi elvtársai is elfordultak tőle a weimári vitán nyilvánított egyik állítása miatt, amely szerint az eredendő bűn az embernek lényegéhez tartozik. Ezért azután Flacius, aki egész életét a tiszta lutheri tanok védelmezésére szentelte, manicheus eretneknek tartva mindenkitől elhagyatottan, nagy nyomorban fejezte életét 1575-ben. Mindössze 55 éves volt.

## Művei
Flacius kora jelentős egyháztörténésze is volt, tulajdonképpen ő írta meg az első 
nagyobb szabású protestáns egyháztörténelmet Magdeburgi centuriák címmel. A mű 1560-ban jelent meg 13 kötetben. Nevezetes dogmatikai és exegetikai műve az 1567-es Clavis sacrae scripturae.